# Ruken Demirer
Ruken Demirer (* 16. September 1978 in Ankara) ist eine türkische Schauspielerin und Model kurdischer Abstammung.

## Leben und Karriere
Demirer wurde am 16. September 1978 in Ankara geboren. Ihre Schwester Rojda Demirer und ihre Cousine Belçim Bilgin sind ebenfalls Schauspielerinnen. Als sie 9 Jahre alt war, starb ihr Vater an Tuberkulose.
Ihr Debüt gab sie 2000 in dem Fernsehfilm Şöhret Tutkusu. Anschließend war Demirer 2001 in Aşkına Eşkıya zu sehen. Im selben Jahr wurde sie für die Serie Tuzu Kurular gecastet. 2002 spielte sie in einer Folge in Beşik Kertmesi mit. Unter anderem trat sie 2004 in der Fernsehserie Sahra auf.
Von 2005 bis 2006 bekam sie in der Serie Zeynep eine Hauptrolle. Zwischen 2008 und 2009 setzte sie ihre Karriere in Gece Gündüz fort. 2009 gab sie die Schauspielerei auf. Zusammen mit ihret Schwester gründete sie die Schokoladenmarke Antoinette Chocolatier.

## Filmografie
- 2000: Zülküf ile Zarife
- 2000: Üvey Baba
- 2000: Şöhret Tutkusu
- 2001: Aşkına Eşkıya
- 2001: Tuzu Kurular
- 2002: Beşik Kertmesi
- 2004: Sahra
- 2005–2006: Zeynep
- 2008–2009: Gece Gündüz